# Liste der Naturdenkmale in Esch (bei Gerolstein)
Die Liste der Naturdenkmale in Esch nennt die im Gemeindegebiet von Esch ausgewiesenen Naturdenkmale (Stand 4. Juni 2024).

## Naturdenkmale
| Nr.         | Bezeichnung      | Lage                                                   | Beschreibung                                                | Bild            |
| ----------- | ---------------- | ------------------------------------------------------ | ----------------------------------------------------------- | --------------- |
| ND-7233-183 | Zwei alte Buchen | südwestlich des Ortes; Abteilung Die Blickeshardt Lage | Fagus sylvatica, zwei Bäume, um 1750 gekeimt, ca. 30 m hoch | Fotos hochladen |